# Charles Duruy
Charles Pierre Duruy (* 11. Dezember 1908 in Paris; † 3. Oktober 1977 in Versailles) war ein französischer Autorennfahrer.

## Karriere als Rennfahrer
Charles Duruy startete in den 1930er-Jahren zweimal beim 24-Stunden-Rennen von Le Mans. 1935 bestritt er das Rennen gemeinsam mit Jean Danne auf dessen Rally NCP. Das Duo schied nach einem Unfall aus. Im Jahr darauf erreichte er mit Anne-Cécile Rose-Itier im MG PA Midget den 17. Gesamtrang. Einen weiteren Einsatz hatte er beim 24-Stunden-Rennen von Spa-Francorchamps 1933, wo er ebenfalls ausfiel.

## Statistik

### Le-Mans-Ergebnisse
| Jahr | Team                   | Fahrzeug     | Teamkollege            | Platzierung | Ausfallgrund |
| ---- | ---------------------- | ------------ | ---------------------- | ----------- | ------------ |
| 1933 | Jean Danne             | Rally NCP    | Jean Danne             | Ausfall     | Unfall       |
| 1934 | Anne-Cécile Rose-Itier | MG PA Midget | Anne-Cécile Rose-Itier | Rang 17     |              |